# Orgilus transversus
Orgilus transversus är en stekelart som beskrevs av Van Achterberg 1987. Orgilus transversus ingår i släktet Orgilus och familjen bracksteklar. Inga underarter finns listade i Catalogue of Life.